# Albert Leo Schlageter
Albert Leo Schlageter (Schönau im Schwarzwald (Baden), 12 augustus 1894 - Golzheimer-heide, 26 mei 1923) was een Duits vrijkorpslid en een verzetsstrijder tegen de Belgische en  Franse Ruhrbezetting. Hij hield zich bezig met sabotageacties, maar viel in handen van de Fransen. Na ter dood te zijn veroordeeld door een Franse militaire rechtbank werd hij geëxecuteerd, ondanks protest binnen Duitsland en uit het buitenland. Tijdens de Republiek van Weimar en de tijd van het nationaalsocialisme werd hij als een martelaar beschouwd. Düsseldorf werd 'Schlageter-Stadt' genoemd.
Schlageters complot vormde de stof voor het (gedurende het Derde Rijk zeer populaire) toneelstuk Schlageter van Hanns Johst. Het Stadtmuseum Düsseldorf bewaart een restant van het zogenaamde Schlageter-Kreuz, een afgebroken monument in de vorm van een groot kruisbeeld.

## Militaire carrière
- Leutnant der Reserve: 1917
- Kriegsfreiwilliger: 1914

## Onderscheidingen
- IJzeren Kruis 1914, 1e Klasse (april 1918) en 2e Klasse